# 弦楽五重奏曲 (ベートーヴェン)
弦楽五重奏曲（げんがくごじゅうそうきょく）ハ長調 作品29は、ルートヴィヒ・ヴァン・ベートーヴェンが1801年に作曲し、翌年出版された室内楽曲である。ベートーヴェンは3つの弦楽五重奏曲を遺したが、2曲は自作の編曲（下記参照）で、この作品29だけがオリジナルである（編成はすべてヴァイオリン2、ヴィオラ2、チェロ1となっている）。作曲されたのは作品18の弦楽四重奏曲の後である。
パトロンのモリッツ・フォン・フリース伯爵に献呈された。ベートーヴェンは、彼にヴァイオリンソナタ第4番と第5番、そして交響曲第7番を献呈している。
演奏時間は約30分。

## 楽器編成
ヴァイオリン2、ヴィオラ2、チェロ1

## 楽曲構成

### 第1楽章
アレグロ・モデラート　ハ長調　4分の4拍子　ソナタ形式
冒頭に第1主題が2つのヴァイオリンで示され、経過句を経て第2主題が導入される。第2主題は、ソナタ形式において通常用いられる属調（ト長調）ではなく、平行調の同主調（イ長調）という変則的な関係の調で与えられる。この時期に始まった、ベートーヴェンの調性的・和声的な実験の一つであり、彼の作風が中期に入りつつあることを示している。展開部は主に第1主題で構成される。

### 第2楽章
アダージョ・モルト・エスプレッシーヴォ　ヘ長調　4分の3拍子　ソナタ形式
第1主題、第2主題ともに再現部では装飾されて再現する。

### 第3楽章
スケルツォ　アレグロ　ハ長調　4分の3拍子　三部形式
主部の冒頭で主題が各パートに登場し、トリオの主題はカノン風に導入される。

### 第4楽章
プレスト　ハ長調　8分の6拍子　ソナタ形式
再現部とコーダの前に、付点リズムの挿入句（アンダンテ・コン・モート・エ・スケルツォーソ）が置かれている。

## 参考資料
- 「ベートーヴェン　弦楽四重奏曲全集　バリリ四重奏団」（UCCW-3018~25)の楽曲解説より（解説：高橋昭）

## 他の弦楽五重奏曲
- 変ホ長調作品4:1792年作曲の八重奏曲変ホ長調の編曲版（1795年）。
- ハ短調作品104:初期作品のピアノ三重奏曲第3番作品1-3の編曲版（1817年）。
- この他に、1817年頃にフーガニ長調作品137、未完の前奏曲とフーガニ短調を遺している（共に死後出版）。